# 馬塞洛·特羅塔
馬塞洛·特羅塔（義大利語：Marcello Trotta，1992年9月29日—）是義大利的一位足球運動員，在場上司職前鋒。現效力於意大利甲組聯賽球隊費辛隆尼。他曾效力於義大利足球乙級聯賽球隊阿韋利諾足球俱樂部 及英格蘭球隊富勒姆足球俱樂部。他也是義大利U21國家隊的一員。

## 外部連結
- 足球数据库：Marcello Trotta的球员统计数据
- Fulham F.C. profile
- Marcello Trotta－UEFA國際賽競賽紀錄